# Poullaouen
Poullaouen község Franciaországban, Finistère megyében. Lakosainak száma 1466 fő (2022. január 1.). Poullaouen Kergloff, Carnoët, Plounévézel, Plouyé, Scrignac, Berrien és Huelgoat községekkel határos.
Új községként 2019. január 1-jén jött létre a korábbi Poullaouen és Locmaria-Berrien korábbi község egyesítésével.

## Népesség
A település népességének változása:
| Lakosok száma | 1335 | 1290 | 1307 | 1500 | 1490 | 1480 | 1473 | 1462 | 1466 |
|               | 2013 | 2015 | 2016 | 2017 | 2018 | 2019 | 2020 | 2021 | 2022 |